# 酒店镇 (汉阴县)
酒店镇，是中华人民共和国陕西省安康市汉阴县一个已撤销的乡级行政区，2015年，陕西省民政厅批复同意撤销酒店镇，将其所辖行政区域划归平梁镇。